# 松林豊
松林 豊（まつばやし ゆたか、1925年 - 2008年9月15日）は、阪神タイガース私設応援団の初代団長。兵庫県神戸市出身。

## 来歴
1925年、神戸市魚崎に生まれる。神戸市役所に勤務しながら阪神タイガースの応援にのめり込む。市役所を退職して運送業をしながら、応援の為に全国を駆け回った。1977年、十数個あった応援グループを統合して結成された私設応援団の初代団長に就任。
1985年に阪神が21年ぶりのセ・リーグ優勝を達成したこの年、熱狂的な阪神ファンを意味する「トラキチ」という言葉が新語・流行語大賞流行語部門の銀賞に選ばれ、ファンを代表して賞を受けた。
1987年に応援団団長を引退。その後も観戦・応援は続けており、2008年8月まで甲子園球場で観戦をしていたが、同年9月に入院。9月15日に肝臓がんのため死去。83歳没。亡くなる数日前まで阪神の成績を心配していたという。

## 人物
- 口ヒゲとあごヒゲがトレードマークであり、「ひげの団長」の愛称で親しまれた[1]。
- 松林がモデルとなった実録小説『虎に食われた男』が小説家の藤本義一によって執筆された。
- 松林の知人の証言によると、口癖は「富士のお山が日本一なら、阪神タイガースも日本一、応援団も日本一」である[3]。

## 著書
- 『思いこんだらタイガース』（立風書房、1984年）